# Zelary
Zelary ist ein Filmdrama von Ondřej Trojan aus dem Jahr 2003. Es entstand in tschechisch-slowakisch-österreichischer Koproduktion.

## Handlung
Tschechoslowakei, Mai 1943: Medizinstudentin Eliška und Chirurg Richard sind ein Paar. Eines Tages wird Holzarbeiter Joza Janda, der in einer Sägemühle verletzt wurde, ins Krankenhaus eingeliefert. Richard operiert ihn und Eliška pflegt ihn anschließend. Eliška und Richard sind im Widerstand gegen die deutschen Besatzer aktiv, wobei Eliška regelmäßig geheime Nachrichten überbringt. Eine Übergabe geht schief und sie entkommt gerade so den Deutschen. Kurz darauf erfährt sie, dass zwei Kameraden von der Gestapo verhaftet wurden. Richard wiederum ist geflohen, hat jedoch Papiere zurückgelassen, die Eliška eine neue Identität unter dem Namen „Hana“ geben. Richards Vertrauter Slávek verhilft ihr zur Flucht mit Joza Janda. In einem Dorf erhält sie eine erste Bleibe. Man tritt ihr mit Misstrauen entgegen: Niemand kennt ihre Vergangenheit, doch wissen alle, dass Feinde der Besatzer und deren Helfer mit dem Tod bestraft werden.
Sie erfährt, dass Slávek getötet wurde. Man rät ihr zur Heirat mit Joza Janda, da sie nur so Zweifel zerstreuen kann und in der Dorfgemeinschaft aufgenommen werden wird. Eliška willigt ein, wobei ihre Identität unter anderem vom Priester des Dorfs gedeckt wird. Das Ehepaar zieht in das vom Ort abgelegene Bergdorf Želary, wo Joza eine Hütte besitzt. Nur langsam gewöhnt sich Eliška an das einfache Leben ohne Strom und das Zusammenleben mit Joza, der sie nie bedrängt und zu dem sie mit der Zeit Vertrauen fasst, das schließlich in echter Liebe mündet. Eliška lernt auch die anderen Dorfbewohner kennen – Žeňa, die allein mit ihrer kleinen Tochter Helenka lebt; den Jungen Lipka, der von seinem Stiefvater, dem Trinker Michal, verstoßen wurde und obdachlos fern seiner Mutter Anna lebt; die alte Hebamme Lucka und den alten Gorčík, der mit seiner Schwägerin Marie zusammenlebt, die ihren brutalen Ehemann Roman verlassen hat.
Im Herbst 1943 kehrt die Angst in Eliškas Leben zurück, als in ihrer Gegend eine Familie von Deutschen getötet wird, weil sie Partisanen versteckt hielt. Zudem versucht Michal, sie in der Sägemühle zu vergewaltigen. Joza bricht ihm dafür den Arm, was ihn nur noch mehr im Alkohol versinken lässt. Eines Tages eilt Lipka zu Eliška und Lucka, da seine schwangere Mutter gestürzt sei, Michal jedoch wie auch seine Eltern teilnahmslos seien und keine Hilfe holen wollen. Eliška und Lucka kommen zu spät: Anna hat beim Sturz eine Fehlgeburt erlitten und stirbt kurz darauf. Auch Marie ist schwanger, bringt ihr Kind jedoch zur Welt, ohne zu ihrem Mann Roman zurückzukehren. Der schwört Rache, wird aber von seinem Vater vertrieben. Die Bedrohung durch die Deutschen kehrt unterdessen immer wieder ins Dorf zurück, so wird eines Tages vor der gesamten Kirchgemeinde ein Mann erschossen, der „Reichsfeinde“ unterstützt hat.
Frühjahr 1945: Russische Soldaten erscheinen im Dorf und werden als Befreier freudig empfangen. Nach einem abendlichen Trinkgelage wandelt sich die Stimmung am nächsten Morgen. Roman bringt einen Soldaten zu Marie, um sie aus Rache vergewaltigen zu lassen. Ihr Schwiegervater erschießt zunächst Roman und anschließend den Soldaten, wird dann jedoch selbst von Soldaten erschossen. Marie gelingt mit ihrem Baby dank Lipkas Hilfe die Flucht zu seinem Versteck hinter dem Moor, in dem er all die Monate gelebt hat. Durch den Tod des Soldaten werden die Russen misstrauisch und ziehen nun marodierend durchs Dorf, da sie hinter jedem Bewohner einen Nazi vermuten. Zahlreiche Dorfbewohner sterben oder werden verletzt, der Priester wird getötet. Žeňa wird von einem Soldaten vergewaltigt, der wiederum von einem Dorfbewohner getötet wird. Männer, Frauen und Kinder des Dorfes fliehen in Lipkas Versteck. Joza begibt sich mit seinem Hund mehrfach auf die Suche nach vermissten Dorfbewohnern, während Eliška bei der Versorgung der Verletzten hilft. Bei der Suche nach dem jungen Vojta wird Joza von diesem angeschossen, da er ihn für einen Soldaten hält. Es gelingt Joza, Vojta zum Versteck zu bringen. Er stirbt kurz darauf nahezu unbemerkt an seinen Verletzungen.
Die Russen sind am nächsten Morgen überzeugt, dass es im Dorf keine Nazis gibt, und die Bewohner können aus ihrem Versteck kommen. Jozas Leiche wird entdeckt und Eliška weint ehrlich um ihn. Jahre später kehrt sie mit Richard ins Dorf zurück. Ihre Hütte ist nur noch eine Ruine, doch trifft sie die alte Lucka wieder und beide fallen sich lachend in die Arme.

## Produktion
Zelary beruht auf der Novelle Der Mann aus Želary (O.: Jozova Hanule) von Květa Legátová, die auf realen Ereignissen beruht. Der Film wurde vor allem in der Kleinen Fatra in der Slowakei, darunter im Dorf Zázrivá, gedreht. Die Drehzeit nahm über ein Jahr in Anspruch. Die Kostüme schuf Katarina Bielikova, die Filmbauten stammten von Milan Býcek.
Der Film gehörte zu den elf europäischen Koproduktionen, die 2002 durch den Filmfonds des Europarats Eurimages gefördert wurden. Ausschlaggebend war dabei die „künstlerische Hochwertigkeit“. Neben der tschechischen Republik und Slowakei koproduzierte auch die österreichische DOR Film Wien den Film mit. Der ORF war zudem an der Filmfinanzierung beteiligt.
Der Film lief am 4. September 2003 in den tschechischen, am 5. Februar 2004 in den slowakischen und am 30. April 2004 in den österreichischen Kinos an. In Deutschland war er erstmals am 6. November 2004 auf dem Filmfestival Cottbus zu sehen. Das ORF zeigte den Film am 4. November 2006 im österreichischen Fernsehen; im deutschen Fernsehen lief der Film erstmals am 27. Mai 2007 auf 3sat.

## Kritik
„Der sehr leise und langsam entwickelte Film regt zur genauen Beobachtung an und fesselt durch das intensive Spiel der beiden überzeugenden Hauptdarsteller“, schrieb der film-dienst. „Der Film beeindruckt durch hervorragende Schauspieler, wunderschöne Bilder, einladende Landschaften und eine bewegende Geschichte, die von Ondrej Trojan […] stimmig inszeniert wurde“, so der ORF in einer Pressemitteilung.
Für Die Furche war Zelary ein „treffendes Porträt einer Dorfgemeinschaft mit einer einmaligen Protagonistin, für das sich Trojan leider etwas zu viel Zeit lässt.“ Auch Cinema konstatierte, dass es „in dieser unwahrscheinlichen, aber wahren Geschichte [Längen gibt]. Doch dank guter Darsteller und fein komponierter Bilder entsteht ein authentisches, beklemmendes Zeit- und Lokalporträt“.

## Auszeichnungen
Im Oktober 2003 wurde Zelary durch die tschechische Film- und Fernseh-Akademie als Tschechiens Kandidat für einen Oscar in der Kategorie Bester fremdsprachiger Film bekanntgegeben und Ende Januar 2004 als einer von fünf Filmen für den Oscar nominiert.
Anna Geislerová gewann 2004 einen Undine Award als Beste Jungdarstellerin in den neuen EU-Ländern. Zudem wurde sie mit einem Český lev als Beste Hauptdarstellerin geehrt. Der Film erhielt einen weiteren Český lev für den Besten Ton. In neun weiteren Kategorien wurde der Film für einen Český lev nominiert, darunter in Hauptkategorien wie Bester Film, Beste Regie und Bestes Drehbuch.